# Naser Khader
Naser Khader (in arabo ناصر خاضر‎?; Damasco, 1º luglio 1963) è un politico danese, deputato del parlamento della Danimarca per il partito Ny Alliance del quale è stato fra i fondatori il 7 maggio 2007.
Precedentemente militava tra le file della Sinistra Radicale.
Politicamente è uno dei principali proponenti della coesistenza pacifica tra i valori della democrazia e dell'Islam, e in questo senso ha fondato il movimento anti-fondamentalista Musulmani Democratici (Demokratiske Muslimer) quando scoppiò il caso della pubblicazione delle Caricature di Maometto sul Jyllands-Posten.